# Ромашка Цвельова
Ромашка Цвельова (Matricaria tzvelevii) — вид квіткових рослин з родини айстрових (Asteraceae).

## Біоморфологічна характеристика
Це трав'яниста багаторічна рослина 8–15 см. Уся рослина б.-м. запушена. Стебла висхідні, низькі. Листки непарноперисті, з кількома парами бічних овальних листочків. Кошики 7–10 мм у діаметрі.

## Поширення
Ендемік України.
В Україні вид росте на засолених та піщаних ґрунтах, біля доріг — у Криму: у степовій частині та передгір'ях, іноді на ПБК, рідко.